# Luc Alamanni
Pour les articles homonymes, voir Alamanni.
Luc Alamanni  (en italien Luca Alamanni) mort en 1625 à Florence est un évêque italo-français des XVIe et XVIIe siècles. 

## Biographie
Il est le neveu de Jean-Baptiste Alamanni, évêque de Mâcon,  et succède à son oncle en 1582. Les courses fréquentes des huguenots l'empêchent d'exécuter son  dessein et Luc Alamanni fuit son diocèse en 1591.
Il suit  en Italie la  duchesse de Lorraine fiancée au  grand duc de Toscane et laisse  entre les mains du doyen de Saint-Vincent, Philippe Bernard, le gouvernement du diocèse. Le pape Clément VIII lui donne le gouvernement du comté d'Essini, dans la marche d'Ancône, et successivement celui de la principauté d'Esculane et du port et de la ville d'Ancône. Il abdique le titre d'évêque en 1599, se fixe à Florence et offre  à Clément VIII sa démission de gouverneur civil d'Ancône. Le pape nomme  Luc Alamanni évêque de Volterra, siège suffragant de Florence (1598).